# Liriomyza peullae
Liriomyza peullae este o specie de muște din genul Liriomyza, familia Agromyzidae. A fost descrisă pentru prima dată de Malloch în anul 1934. Conform Catalogue of Life specia Liriomyza peullae nu are subspecii cunoscute.